# Slime You Out
«Slime You Out» — песня канадского рэпера Дрейка, написанная при участии американской певицы SZA. Она была выпущена 15 сентября 2023 года на лейблах OVO Sound и Republic Records в качестве второго сингла с восьмого студийного альбома Дрейка For All the Dogs. Продюсерами песни выступили сам Дрейк, 40, Bnyx, Noel Cadastre и Dalton Tennant, которые написали ее вместе с SZA, а также при участии C. Powell и G. Lapointe. Песня содержит неаккредитованные сэмплы из песни «Just Ask Me» группы The Soul Superbs.
Сингл дебютировал на первом месте в американском хит-параде Billboard Hot 100, став 12-м чарттоппером для Дрейка.

## История
Впервые оба исполнителя были связаны между собой в тексте песни «Mr. Right Now» (2020), когда Дрейк рассказал, что встречался с SZA в 2008 года. SZA сначала ответила тем, что отписалась от рэпера в Instagram. Однако позже она подтвердила, что они действительно встречались в 2009 году и что это была «любовь и мир». В декабре 2022 года она вновь подтвердила, что они всегда были «в хороших отношениях».
14 сентября 2023 года Дрейк и SZA опубликовали в своих социальных сетях обложку сингла с изображением Хэлли Берри, покрытой слизью на церемонии вручения премии Kids' Choice Awards 2012, намекая на сотрудничество. Однако посты не содержали никакой дополнительной информации, кроме того, что артисты отметили друг друга. Берри выразила свое разочарование в Дрейке в Instagram, заявив, что он не получил ее разрешения на использование ее фотографии в качестве обложки сингла. В итоге сингл был анонсирован 15 сентября.

## Композиция
Slime out — выражение, используемое в городском сленге и обозначающее практику использования человека исключительно в сексуальных целях, без какого-либо эмоционального участия. В тексте песни, в отличие от первоначального мнения, Дрейк и SZA не упоминают о своих прошлых отношениях, но рассказывают о своих любовных историях и о том, каким был их опыт: оба артиста ищут чего-то более вовлеченного и глубокого в своих отношениях, но, увидев незрелость своих партнеров, обещают только спать с ними (цитата: I will slime out), не ища ничего другого .
В своих стихах Дрейк выражает разочарование в девушках, которые были с ним только ради денег, славы и секса — того, чем он наслаждался, но что теперь привело его к неудовлетворенности. Рэпер говорит о том, что ему хотелось бы чего-то подлинного и насыщенного, желая встретить женщину, с которой он мог бы быть связан не только сексуально, но и душевно и эмоционально.
Певица SZA жалуется на то, что мужчины фальшивы по отношению к ней, используют ее только в сексуальных целях, а затем распускают неуважительные слухи об интимных моментах. SZA говорит о том, что это неправда, что эти мужчины не были с ней эмоционально связаны, описывает взаимные объятия и внимание, утверждает, что все слухи, которые распространяют эти люди, — не более чем ложь, чтобы похвастаться тем, что спали с ней. Но певица ставит точку и клянется больше никогда не тратить время на человека, который не испытывает к ней искреннего и уважительного отношения.

## Коммерческий успех
Сингл дебютировал на первом месте в американском хит-параде Billboard Hot 100, став 12-м чарттоппером для Дрейка (из них только 5 сольных, а остальные совместные) и вторым для SZA (после «Kill Bill» в апреле 2023 года). В результате этого успеха сингла, певица SZA стала первым исполнителем, чьи песни сразу несколько раз становились № 1 в Hot 100 в 2023 году. В 2022 году на вершине дважды побывал только один артист — и это был Дрейк, с треками «Jimmy Cooks» и «Wait for U». Композиция «Slime You Out» увеличила другие рекорды Дрейка в Hot 100. 1) Топ-5: теперь у Дрейка 37 хитов из первой пятерки Hot 100, и он еще больше опережает занявших второе место The Beatles (29). За ним следует Мадонна (28). 2) Топ-10: теперь у Дрейка 70 хитов в десятке лучших Hot 100, и он еще больше опережает Тейлор Свифт, занимающую второе место с 42 хитами. Далее следует Мадонна (38). 3). Топ-40: теперь у Дрейка 178 хитов в Топ-40 Hot 100, и он также опережает Свифт, занимающую второе место со 119 хитами. За ним следует Лил Уэйн с 88, а Элвис Пресли занимает четвертое место с 81 хитами (его карьера началась на два года раньше появления чарта). 4). В целом, теперь, имея 299 хитов в Hot 100, Дрейк увеличивает свой рекорд по их количеству, опережая Свифт, которая занимает второе место с 212 хитами. На третьем месте — хоровой коллектив Glee Cast (207). Благодаря «Slime You Out» Дрейк в 18-й рекордный раз возглавил потоковый чарт Streaming Songs, опережая Джастина Бибера и Свифт — у них по шесть хитов-лидеров. Песня «Slime You Out» также заняла первое место в чарте Hot R&B/Hip-Hop Songs, став для Дрейка рекордным 29-м номером один, еще больше отрываясь от легенд Ареты Франклин и Стиви Уандера, у которых их по 20. В чарте Hot R&B Songs, который начался в 2012 году, Дрейк получил восьмой номером один, а SZA — пятый.

## Позиции в чартах

### Еженедельные чарты
| Чарт (2023)                           | Высшая позиция |
| ------------------------------------- | -------------- |
| Австралия (ARIA)                      | 12             |
| Австралия (Hip Hop/R&B, ARIA)         | 3              |
| Канада (Billboard Canadian Hot 100)   | 2              |
| Германия (GfK)                        | 56             |
| Мир (Billboard Global 200)            | 3              |
| Ирландия (IRMA)                       | 13             |
| Италия (FIMI)                         | 64             |
| Латвия (LAIPA)                        | 17             |
| Литва (AGATA)                         | 40             |
| Нидерланды (Single Top 100)           | 37             |
| Нидерланды (Tipparade)                | 19             |
| Новая Зеландия (Recorded Music NZ)    | 9              |
| Норвегия (VG-lista)                   | 19             |
| Швеция (Sverigetopplistan)            | 26             |
| Швейцария (Schweizer Hitparade)       | 19             |
| Великобритания (OCC UK Singles)       | 10             |
| Великобритания (OCC UK Hip Hop/R&B)   | 3              |
| США (Billboard Hot 100)               | 1              |
| США (Billboard Hot R&B/Hip-Hop Songs) | 1              |
| США (Billboard Rhythmic)              | 31             |